# Stanislaw Kowalenko
Stanislaw Pawlowitsch Kowalenko (ukrainisch Станіслав Павлович Коваленко; * 23. April 1997) ist ein ukrainischer Leichtathlet, der sich auf den Sprint spezialisiert hat.

## Sportliche Laufbahn
Erste internationale Erfahrungen sammelte Stanislaw Kowalenko im Jahr 2019, als er bei den U23-Europameisterschaften in Gävle im 200-Meter-Lauf mit 21,85 s in der ersten Runde ausschied und mit der ukrainischen 4-mal-100-Meter-Staffel im Vorlauf disqualifiziert wurde. Anschließend belegte er bei den Balkan-Meisterschaften in Prawez in 10,67 s den vierten Platz im 100-Meter-Lauf und siegte mit der Staffel in 40,40 s. Im Jahr darauf erreichte er bei den Balkan-Meisterschaften in Cluj-Napoca in 10,62 s Rang sieben über 100 Meter und gewann diesmal mit der Staffel in 39,87 s die Silbermedaille. 2021 gewann er bei den Balkan-Hallenmeisterschaften in Istanbul in 6,75 s die Bronzemedaille im 60-Meter-Lauf, ehe er bei den Halleneuropameisterschaften in Toruń mit 6,69 s im Halbfinale ausschied. Anfang Mai schied er dann bei den World Athletics Relays im polnischen Chorzów mit 39,06 s im Vorlauf in der 4-mal-100-Meter-Staffel aus und wurde nachträglich wegen eines Dopingfalls innerhalb der Stafette disqualifiziert. Im Jahr darauf belegte er bei den Balkan-Meisterschaften in Craiova in 21,23 s den fünften Platz über 200 Meter und belegte im Staffelbewerb in 39,95 s den vierten Platz. Anschließend schied er mit der Staffel bei den Europameisterschaften in München mit der Staffel mit 39,62 s im Vorlauf aus. 2023 schied er bei den Halleneuropameisterschaften in Istanbul mit 6,72 s im Semifinale über 60 Meter aus.
2019 wurde Kowalenko ukrainischer Meister im 100-Meter-Lauf und im selben Jahr siegte er in der Halle über 200 Meter. Zudem wurde er 2023 Hallenmeister im 60-Meter-Lauf.

## Persönliche Bestzeiten
- 100 Meter: 10,33 s (+0,3 m/s), 24. Mai 2022 in Turnov
  - 60 Meter (Halle): 6,60 s, 17. Februar 2023 in Kiew
- 200 Meter: 20,89 s (+2,0 m/s), 18. Mai 2021 in Luzk
  - 200 Meter (Halle): 21,79 s, 1. Februar 2020 in Sumy